# Месарци
Месарци су насеље у Србији у општини Владимирци у Мачванском округу. Према попису из 2022. било је 389 становника.

## Галерија
- Зграда МЗ
- Сеоска школа
- Зграда МЗ

## Демографија
У насељу Месарци живи 480 пунолетних становника, а просечна старост становништва износи 42,7 година (40,8 код мушкараца и 44,6 код жена). У насељу има 188 домаћинстава, а просечан број чланова по домаћинству је 3,15.
Ово насеље је великим делом насељено Србима (према попису из 2002. године), а у последња три пописа, примећен је пад у броју становника.
|  |

| Демографија | Демографија | Демографија |
| Година      | Становника  | Становника  |
| ----------- | ----------- | ----------- |
| 1948.       | 897         |             |
| 1953.       | 917         |             |
| 1961.       | 845         |             |
| 1971.       | 766         |             |
| 1981.       | 736         |             |
| 1991.       | 653         | 634         |
| 2002.       | 592         | 667         |

| Етнички састав према попису из 2002.‍ | Етнички састав према попису из 2002.‍ | Етнички састав према попису из 2002.‍ | Етнички састав према попису из 2002.‍ | Етнички састав према попису из 2002.‍ |
| ------------------------------------ | ------------------------------------ | ------------------------------------ | ------------------------------------ | ------------------------------------ |
|                                      |                                      |                                      |                                      |                                      |
| Срби                                 | Срби                                 |                                      | 590                                  | 99,66%                               |
| Црногорци                            | Црногорци                            |                                      | 1                                    | 0,16%                                |
| непознато                            | непознато                            |                                      | 0                                    | 0,0%                                 |

| Година пописа     | 1948. | 1953. | 1961. | 1971. | 1981. | 1991. | 2002. |
| ----------------- | ----- | ----- | ----- | ----- | ----- | ----- | ----- |
| Број домаћинстава | 147   | 162   | 181   | 178   | 204   | 193   | 188   |

| Број чланова      | 1  | 2  | 3  | 4  | 5  | 6  | 7 | 8 | 9 | 10 и више | Просек |
| ----------------- | -- | -- | -- | -- | -- | -- | - | - | - | --------- | ------ |
| Број домаћинстава | 38 | 50 | 30 | 27 | 17 | 16 | 7 | 2 | 0 | 1         | 3,15   |

| Пол    | Укупно | Неожењен/Неудата | Ожењен/Удата | Удовац/Удовица | Разведен/Разведена | Непознато |
| ------ | ------ | ---------------- | ------------ | -------------- | ------------------ | --------- |
| Мушки  | 249    | 65               | 150          | 23             | 10                 | 1         |
| Женски | 255    | 37               | 147          | 61             | 10                 | 0         |
| УКУПНО | 504    | 102              | 297          | 84             | 20                 | 1         |

| Пол    | Укупно                    | Пољопривреда, лов и шумарство | Рибарство                            | Вађење руде и камена | Прерађивачка индустрија       |
| ------ | ------------------------- | ----------------------------- | ------------------------------------ | -------------------- | ----------------------------- |
| Мушки  | 166                       | 126                           | 0                                    | 0                    | 12                            |
| Женски | 110                       | 93                            | 0                                    | 0                    | 5                             |
| УКУПНО | 276                       | 219                           | 0                                    | 0                    | 17                            |
| Пол    | Производња и снабдевање   | Грађевинарство                | Трговина                             | Хотели и ресторани   | Саобраћај, складиштење и везе |
| Мушки  | 4                         | 9                             | 7                                    | 0                    | 5                             |
| Женски | 0                         | 0                             | 6                                    | 0                    | 0                             |
| УКУПНО | 4                         | 9                             | 13                                   | 0                    | 5                             |
| Пол    | Финансијско посредовање   | Некретнине                    | Државна управа и одбрана             | Образовање           | Здравствени и социјални рад   |
| Мушки  | 0                         | 3                             | 0                                    | 0                    | 0                             |
| Женски | 0                         | 0                             | 1                                    | 3                    | 2                             |
| УКУПНО | 0                         | 3                             | 1                                    | 3                    | 2                             |
| Пол    | Остале услужне активности | Приватна домаћинства          | Екстериторијалне организације и тела | Непознато            | Непознато                     |
| Мушки  | 0                         | 0                             | 0                                    | 0                    | 0                             |
| Женски | 0                         | 0                             | 0                                    | 0                    | 0                             |
| УКУПНО | 0                         | 0                             | 0                                    | 0                    | 0                             |